# 4129 Richelen
4129 Richelen este un asteroid din centura principală, descoperit pe 22 februarie 1988 de Robert McNaught.